# Regione del Kazakistan Occidentale
La regione del Kazakistan Occidentale (in kazako Батыс Қазақстан облысы?, Batys Qazaqstan Oblysy; in russo Западно-Казахстанская область?, Zapadno-Kazachstanskaja Oblast') è una regione del Kazakistan, situato alla sua estremità nord-occidentale al confine con gli oblast' russi di Astrachan', Saratov, Volgograd, Samara e Orenburg.

## Geografia

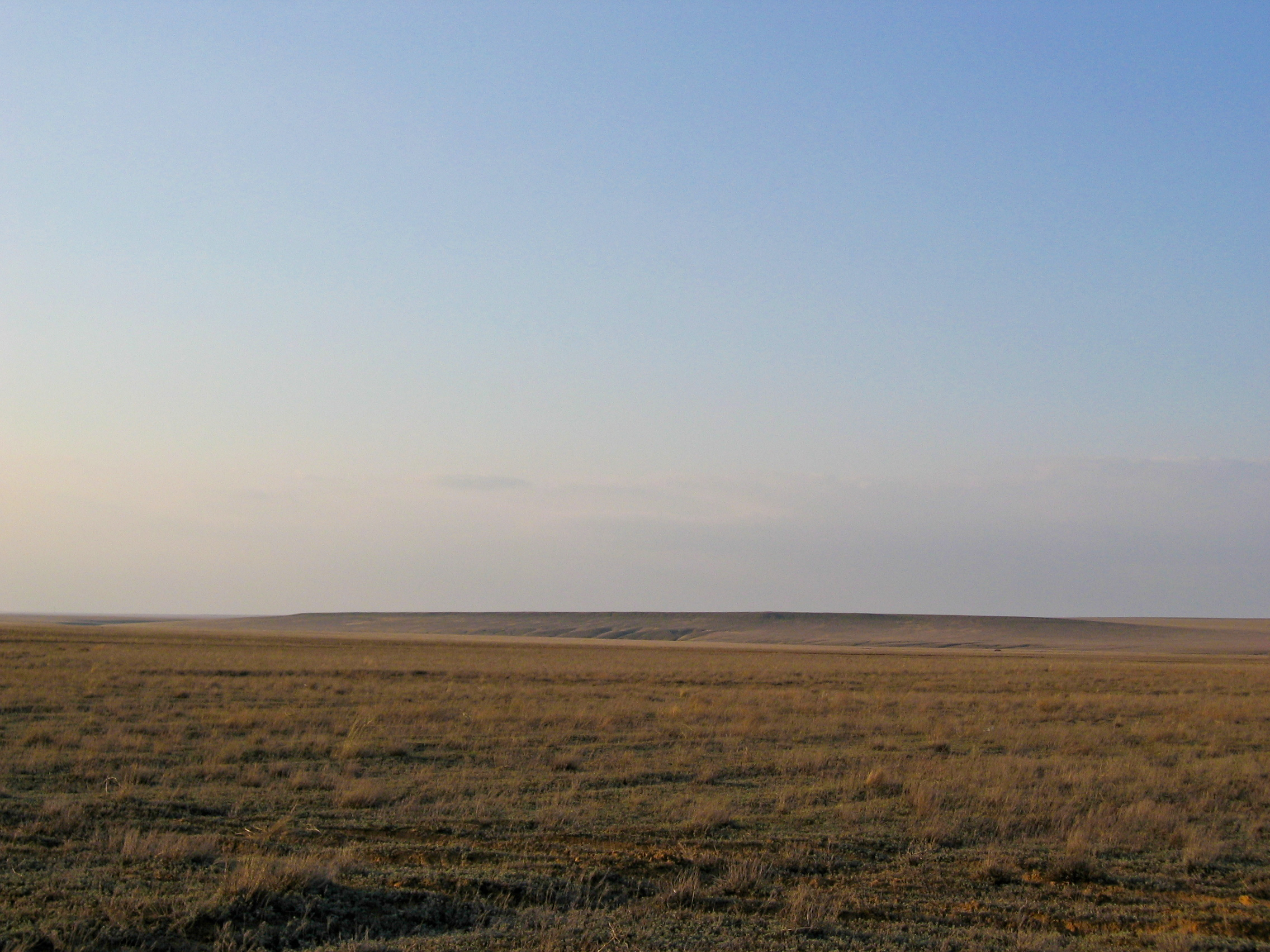
Paesaggio primaverile della regione.

Il territorio regionale, tra i più piccoli a livello nazionale nonostante misuri più di 150000 km², è coperto interamente dalla steppa ed è attraversato dal basso corso del fiume Ural. Il clima è decisamente continentale, con precipitazioni scarse che diminuiscono ulteriormente proseguendo verso sud-est annunciando il semideserto che caratterizza la depressione caspica; nel capoluogo Oral le medie termiche oscillano dai −14 °C di gennaio ai 22 °C di luglio ().
Il capoluogo della regione è Oral, già conosciuta con il nome russo di Ural'sk; non esistono altre città di qualche importanza, visto il bassissimo livello di popolamento dell'intera regione; fra i centri minori, i più rilevanti sono Aqsaj e Čapaevo.
Una curiosità relativa alla regione è che, dal momento che il fiume Ural segna, convenzionalmente, il confine tra Europa e Asia, questa regione ha la particolarità di estendersi, almeno formalmente, su due continenti.

## Distretti
La regione è suddivisa in 12 distretti (audan) e una città autonoma (qalasy): Oral.
I distretti sono:
- Aqšajyq
- Bökej Orda
- Börílí
- Kaztalovka
- Qaratöbe
- Šyńǧyrlay
- Syrym
- Tasqala
- Terektí
- Zelenov
- Zhańaqala
- Zhäníbek